# Kielmeyera
Genre
Classification APG III (2009)
Kielmeyera est un genre de plantes à fleurs de la famille des Clusiaceae, selon la classification classique, ou des Calophyllaceae, selon la classification phylogénétique. Le nom a été donné en référence au naturaliste allemand Carl Friedrich Kielmeyer. Il est endémique de l'Amérique du Sud, en particulier du cerrado brésilien.

## Liste des espèces
Selon [réf. nécessaire] :
- Kielmeyera abdita Saddi
  - Kielmeyera abdita var. abdita
  - Kielmeyera abdita var. linearifolia Saddi
- Kielmeyera albopunctata Saddi
- Kielmeyera altissima Saddi
- Kielmeyera amplexicaulis S. Moore
- Kielmeyera angustifolia Pohl
- Kielmeyera anisosepala Saddi
- Kielmeyera appariciana Saddi
- Kielmeyera argentea Choisy
- Kielmeyera bifaria Saddi
- Kielmeyera candidissima A. P. Duarte
- Kielmeyera carnea
- Kielmeyera coriacea Mart.
  - Kielmeyera coriacea var. brevisepala Chodat & Hassl.
  - Kielmeyera coriacea subsp. coriacea
  - Kielmeyera coriacea var. glabripes Saddi
  - Kielmeyera coriacea var.gradiflora Wawra in Mart.
  - Kielmeyera coriacea var. guianensis Saddi
  - Kielmeyera coriacea var. intermedia Saddi
  - Kielmeyera coriacea var. microphylla
  - Kielmeyera coriacea var. nervosa
  - Kielmeyera coriacea var. oblonga Wawra in Mart.
  - Kielmeyera coriacea var. pseudotomentosa Saddi
  - Kielmeyera coriacea subsp. tomentosa (Camb.) Saddi
- Kielmeyera corymbosa Mart.
  - Kielmeyera corymbosa var. corymbosa
  - Kielmeyera corymbosa var. glaziouiana
  - Kielmeyera corymbosa var. oligantha
  - Kielmeyera corymbosa var. pauciflora
- Kielmeyera cuspidata Saddi
- Kielmeyera decipiens Saddi
- Kielmeyera divergens Saddi
- Kielmeyera elata Saddi
- Kielmeyera excelsa Cambess.
- Kielmeyera falcata Cambess.
- Kielmeyera ferruginea A. P. Duarte
- Kielmeyera gracilis Wawra
- Kielmeyera grandiflora (Wawra) Saddi
- Kielmeyera humilis Wawra in Wawra & Abel
- Kielmeyera insignis Saddi
- Kielmeyera itacarensis Saddi
- Kielmeyera juruensis Saddi
- Kielmeyera kumifusa Cambess. in A.St.-Hil.
- Kielmeyera lathrophyton Saddi
- Kielmeyera longepetiola Hochr.
- Kielmeyera marauensis Saddi
- Kielmeyera mattogrossensis
- Kielmeyera membranacea Casar.
- Kielmeyera neglecta Saddi
  - Kielmeyera neglecta var. neglecta
  - Kielmeyera neglecta var. neglectiifolia Saddi
- Kielmeyera neriifolia Cambess.
- Kielmeyera oblonga Pohl
- Kielmeyera obovata Hochr.
- Kielmeyera obtecta Saddi
- Kielmeyera occhioniana Saddi
- Kielmeyera paranaensis Saddi
- Kielmeyera peruviana
- Kielmeyera petiolaris Mart.
  - Kielmeyera petiolaris var. cipoensis Saddi
  - Kielmeyera petiolaris var. petiolaris
- Kielmeyera pulcherrima L.B.Sm.
- Kielmeyera pumila Pohl
  - Kielmeyera pumila var. pumila
  - Kielmeyera pumila var. wawraiana
- Kielmeyera racemosa
- Kielmeyera regalis Saddi
- Kielmeyera reticulata Saddi
- Kielmeyera rizziniana Saddi
- Kielmeyera rosea (Spreng.) Mart.
- Kielmeyera rubriflora Cambess.
  - Kielmeyera rubriflora subsp. affinis Saddi
  - Kielmeyera rubriflora var. alfa
  - Kielmeyera rubriflora var. beta
  - Kielmeyera rubriflora var. major Saddi
  - Kielmeyera rubriflora var. rubriflora
- Kielmeyera rufotomentosa Saddi
- Kielmeyera rugosa Choisy
- Kielmeyera rupestris A. P. Duarte
- Kielmeyera sigillata Saddi
- Kielmeyera similis Saddi
- Kielmeyera speciosa A. St.-Hil.
  - Kielmeyera speciosa var. major
  - Kielmeyera speciosa var. minor
- Kielmeyera tomentosa Cambess. in A.St.-Hil.
- Kielmeyera trichophora Saddi
- Kielmeyera variabilis Mart.
  - Kielmeyera variabilis var. robusta Saddi
  - Kielmeyera variabilis var. stenophylla Saddi
  - Kielmeyera variabilis var. variabilis